# 87-я стрелковая дивизия (1-го формирования)
Не следует путать с 87-й гвардейской стрелковой дивизией
87-я стрелковая дивизия 1-го формирования (87 сд) — стрелковое соединение РККА Вооружённых сил СССР, принимавшее участие в Советско-финляндской и Великой Отечественной войнах.
Участие в боевых действиях: 17—28 сентября 1939 года, 2—13 марта 1940 года и 22 июня — 19 сентября 1941 года.

## История
Стрелковая дивизия сформирована в первой половине 1936 года в Киевском военном округе как кадровая дивизия для обороны в полосе Коростеньского укреплённого района (КоУР), с подчинением себе его подразделений. Дислоцировалась в районе Белокоровичи.
В сентябре 1939 года принимала участие в присоединении Западной Украины и по состоянию на 17 сентября и 2 октября 1939 года входила в состав 15-го стрелкового корпуса 5-й армии Украинского фронта. 19 сентября дивизия в районе Костополя вступила в бой с противником силой до 2 пехотных полков. В ходе боя польский отряд был разбит и до 1,5 тыс. солдат попали в плен, в качестве трофеев было захвачено 25 орудий.
В 1940 году была задействована в боевых действиях в Финляндии. 12 февраля 1940 она была включена в состав 14-го стрелкового корпуса 8-й армии и, сменив 56 сд, 12-13 марта вела наступление в направлении населённого пункта Лоймола. Начатая в последние дни войны операция завершилась безрезультатно. В апреле этого же года дивизию погрузили в воинские поезда и отправили в г. Владимир-Волынский Киевского военного округа.
Согласно «Записке по плану обороны на период отмобилизования, сосредоточения, и развёртывания войск КОВО на 1941 год» 87 сд должна была с приданным ей 460-м корпусным тяжёлым артиллерийским полком и несколькими заставами 90-го погранотряда, опираясь на Владимир-Волынский УР, оборонять государственную границу на участке, прикрывая направление Владимир-Волынский — Луцк.
На 22 июня дивизия располагалась на границе с Польшей напротив главных сил немецкой группы армий «Юг». В сам момент нападения её стрелковые полки находились в дивизионном лагере в районе Когильно (15 км восточнее Владимира-Волынского и в 30-40 км от государственной границы), артиллерийские полки — в военном городке во Владимире-Волынском. Они сразу же выступили из лагеря к границе, подвергаясь налётам немецкой авиации.
При подходе к южной окраине Владимира-Волынского части дивизии были встречены огнём передовых частей немцев, успевших захватить мост через реку Луга и развернуться на её правом берегу. В результате боя дивизии удалось отбросить противника за реку. Командир 87 сд генерал-майор Ф. Ф. Алябушев, установив, что противник стремится захватить Владимир-Волынский, решил сосредоточить основные усилия дивизии на её правом фланге с целью ликвидировать плацдарм противника в районе Устилуга.
В итоге боя 22 июня части 87 сд отбросили противника на 6-10 км к западу от Владимира-Волынского и вышли на рубеж западная опушка рощи северо-восточнее Пятыдней — Хотячев — Дисков — Суходолы. Немцы ввели в разрыв между её левым флангом и 124-й стрелковой дивизией две пехотные дивизии, проникшие в тыл 87 сд, которая вследствие этого оказалась глубоко охваченной противником с левого фланга.
Действовать пришлось под огнём противника, но задачу выполнили. На третий день непрерывных боёв немецкие танковые клинья рассекли нашу оборону и замкнулись в тылу 41-й танковой, 87-й стрелковой дивизий и других частей нашей 5-й армии. Нам, разведчикам, с боем удалось пробиться к своим танкистам.
23 июня дивизия продолжали вести упорные бои с превосходящими силами немцев. К вечеру её боевой порядок в результате прорыва немецкой танковой дивизии в район Войницы оказался разорванным на две части. Главные силы 87 сд, обойдённые противником с флангов и тыла, оказались отрезанными от войск 5-й армии и к тому же понесли большие потери. Вследствие этого Алябушев начал отвод основных сил дивизии на восток на соединение с остальной армией. В ночь на 24 июня она отошла в район Сельца.
Её 283 сп, прикрывавший отход, на рассвете 24 июня подвергся атаке вражеских танков в районе Суходола и был почти полностью уничтожен. Остатки 87 сп в течение дня 24 июня вели тяжёлые бои в районе Сельца с блокировавшими её подразделениями 44-й пехотной дивизии противника. В ночь на 25 июня дивизия, вырвавшись из вражеского кольца, углубилась в лесисто-болотистый район в междуречье Турьи и Стохода. Следуя в северо-восточном направлении, она под командованием начальника штаба полковника М. И. Бланка, заменившего погибшего на рассвете 25 июня Алябушева, пробивалась в течение четырёх суток на соединение с войсками 5-й армии.
В начале июля остатки дивизии были сконцентрированы в районе Рудня-Подлубецкая — Нитино. 6 июля её начали выводить для пополнения в район лесов севернее Игнатполя, после чего она поступила в армейский резерв. Всего на 9 июля в её составе насчитывалось 1059 человек и 69 приставших к ней бойцов 124 сд. Однако к моменту выступления на рубеж Городище — Селище её численность  увеличилась до 2891 человека. На вооружении у неё имелось 8 орудий ПТО, одно 76-мм орудие, 11 станковых пулемётов и 5 миномётов.
Немцы развивали своё наступление на Острополь и Бердичев, 5-я же армия предпринимала попытки контратак. 13 июля после боёв на рубеже Городище — Селище 87 сд была выведена в резерв в район Малина. На 15 июля её численный состав не превышал 2611 человека, в её распоряжении имелось 402 лошади, 2 танка, 10 орудий и 93 автомашины. Утром этого дня она выступила в направлении Радомышля и на следующий день вступила в бой. 16 июля она, отбросив противника за р. Тетерев, овладела переправами Папирня.
27-й стрелковый корпус, куда входила 87 сд, 19 июля в 9 часов утра возобновил наступление на Брусилов. К 15.00 дивизия, имевшая задачу главными силами переправиться на восточный берег р. Тетерев и ударом на Гута Забелоцка овладеть рубежом Марьяновка — Царевка — Кочерово, вела бой с двумя полками мотопехоты противника, поддерживаемыми танками. На следующий день дивизия, отражая попытки немцев окружить её в районе севернее Радомышля, переправилась через Тетерев и заняла оборону в лесу между реками Тетерев и Белка. 27 ск с утра 24 июля отразил атаки противника по всему фронту и к 16.00, перейдя в наступление, восстановил положение частей. 87 сд вышла на рубеж Осово — Гутыще, имея перед фронтом до полка пехоты противника.
26 июля немцы атаковали позиции корпуса на стыке 87 сд и 28-й горнострелковой дивизии, вынудив отвести левый фланг дивизии. Ей лишь с трудом удавалось удерживать рубеж хутор Криницкий — опушка леса севернее Кодры.
1 августа дивизия, отбив три атаки противника, удерживала позиции на рубежах в одном километре восточнее Рудни Мигальской — Рудниченко. 19 августа разведотряд дивизии занял северную часть Макалевичей. По решению командующего фронтом, 21 августа 27 ск перешёл в подчинение 37-й армии, и с наступлением темноты 87 сд вместе с другими частями корпуса начала отход за Днепр. Согласно приказу штаба 27-го ск дивизия получила для переправы мост и паром в районе села Окуниново. Её отход прикрывал арьергард из 713-го сп 171-й стрелковой дивизии.
23 августа главные силы дивизии отошли за Днепр. А арьергард и охрана стратегически важного Окуниновского моста (рота 96 сп и отряд пограничников) был сметён передовым отрядом 111-й пехотной дивизии немцев при поддержке подразделений 11-й танковой дивизии. В результате этого противник смог создать на левом берегу Днепра севернее Киева плацдарм. Командир отряда заместитель командира 16 сп майор В. Г. Володарский не смог выполнить приказ о взрыве моста.
В течение 24 — 28 августа дивизия вела бои в районе села Окуниново, пытаясь уничтожить немецкий плацдарм, однако ей это не удалось. 1 сентября совместно со 131 сд прикрывала южное направление на Киев с Окунинского плацдарма.
14 сентября немецкие войска сомкнули кольцо вокруг 5-й, 21-й, 26-й и 37-й армий, образовав киевский котёл. К концу месяца они уничтожили советские части, оказавшиеся в окружении. 19 сентября 1941 года дивизия была расформирована как погибшая.

## Состав
- управление
- 16-й стрелковый полк
- 96-й стрелковый полк
- 283-й стрелковый полк
- 197-й артиллерийский полк
- 212-й гаубичный артиллерийский полк
- 85-й отдельный истребительно-противотанковый дивизион
- 14-й отдельный зенитный артиллерийский дивизион
- 43-й разведывательный батальон
- 11-й сапёрный батальон
- 14-й отдельный батальон связи
- 59-й медико-санитарный батальон
- 119-я отдельная рота химзащиты
- 86-й автотранспортный батальон
- 137-й полевой автохлебозавод
- 403-я полевая касса Госбанка

## В составе
| На дату    | Фронт              | Армия      | Корпус                 |
| ---------- | ------------------ | ---------- | ---------------------- |
| 22.06.1941 | Юго-Западный фронт | 5-я армия  | 27-й стрелковый корпус |
| 01.07.1941 | Юго-Западный фронт | 5-я армия  | -                      |
| 10.07.1941 | Юго-Западный фронт | 5-я армия  | 15-й стрелковый корпус |
| 01.08.1941 | Юго-Западный фронт | -          | -                      |
| 01.09.1941 | Юго-Западный фронт | 37-я армия | -                      |

## Командиры дивизии
- Матыкин, Филипп Николаевич (январь 1938 — 30 октября 1940), комбриг
- Алябушев, Филипп Фёдорович (13 марта — 25 июня 1941), генерал-майор
- Васильев, Николай Иванович[англ.] (26 июня 1941 — 19 сентября 1941), полковник

## Люди связанные с дивизией
- Опякин, Павел Прокофьевич (1897—1966) — советский военачальник, генерал-майор. С марта по сентябрь 1939 года помощник командира по строевой части 16-го стрелкового полка.